# Pocket Symphony
Pocket Symphony, uscito il 5 marzo 2007, è il quarto album da studio del gruppo musicale francese AIR.

## Tracce
1. Space Maker – 4:02
2. Once Upon a Time – 5:02
3. One Hell of a Party – 4:02
4. Napalm love – 3:27
5. Mayfair song – 4:18
6. Left Bank – 4:07
7. Photograph – 3:51
8. Mer du Japon – 3:04
9. Lost Message – 3:32
10. Somewhere Between Waking and Sleeping – 3:36
11. Redhead Girl – 4:33
12. Night Sight – 4:21

## Formazione
- Nicolas Godin - sintetizzatore, basso
- Jean-Benoît Dunckel - sintetizzatore